# Џон Јоаким
Џон Луис Јоаким (енгл. John Louis Joachim; Памрој, 8. април 1874 — Сент Луис, 21. октобар 1942) је био амерички веслач, освајач бронзане медаље на Олимпијским играма у Сент Луису 1904. године у трци двојаца без кормилара.
Јоаким је учествовао само у такмичењима двојаца са кормиларом у којем му је партнер био Џон Бургер. Пошто су у овој дисциплини учествовале само три америчке посаде, медаља им је била обезбеђена, пре почетка трке. Стигли су трећи и освојили бронзану медаљу.